# Pierre Augustin Tchouanga
Pierre Augustin Tchouanga SCI (* 28. April 1928 in Bafang; † 23. Oktober 1999 in Nkongsamba) war ein kamerunischer Priester und Bischof von Doumé-Abong’ Mbang.

## Leben
Er wurde am 29. Juni 1959 zum Priester geweiht. Der Papst ernannte ihn am 17. März 1983 zum Bischof von Doumé-Abong’ Mbang. Der Apostolische Pro-Nuntius in Gabun, Kamerun und Äquatorialguinea, Donato Squicciarini, spendete ihm am 1. Juni  desselben Jahres die Bischofsweihe; Mitkonsekratoren waren Lambertus Johannes van Heygen CSSp, Bischof von Bertoua, und Thomas Nkuissi, Bischof von Nkongsamba.
Von seinem Amt trat er am 24. Februar 1995 zurück.